# Hospital Vargas (San Cristóbal)
El Hospital Vargas fue una obra cumbre del gobierno Gomecista del presidente del Estado Táchira Eustoquio Gómez. 

## Historia

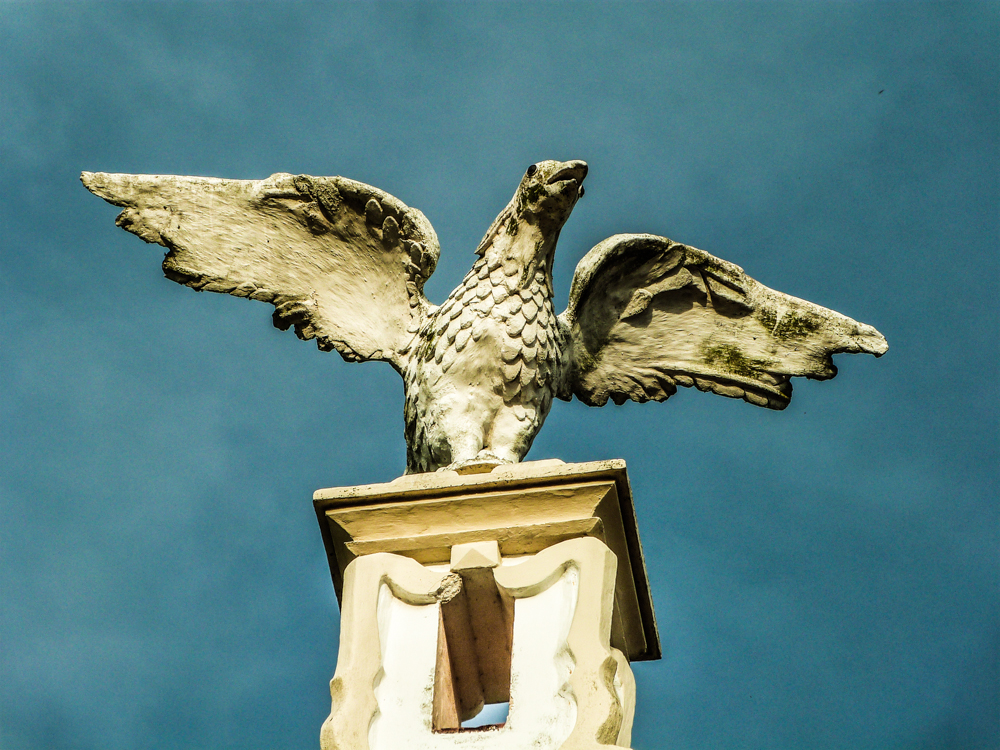
Foto aerea del antiguo edificio.

Fue inaugurado el 19 de diciembre de 1927, ubicado entre las calles 16 y 17 y carreras 6 y 7 de la ciudad de San Cristóbal, Estado Táchira. Su primera piedra fue colocada el 5 de julio de 1906 y tardaría 21 años en construirse. Sustituye al Hospital San Juan de Dios ubicado entre las carreras 6 y 7 y las calles 12 y 13 que funcionó como ancianato al cese de sus actividades galenas.
Nace dentro de éste la Sociedad Médica del Táchira, el 17 de diciembre de 1937 siendo este el génesis de la Sociedad Médica de Venezuela. Sus médicos más reconocidos fueron Domingo Semidey, Gonzalo Vargas, Roberto Villasmil, Francisco Romero Lobo y Félix Lairet, entre otros.

## Clausura
Dejó de funcionar en 1958 al crearse el Hospital Central de San Cristóbal.